# 4014-es busz
A 4014-es jelzésű autóbuszvonal helyközi autóbuszjárat Eger és Mezőkövesd között, melyet a Volánbusz Zrt. üzemeltet.

## Közlekedése
Munkanapokon egy járatpár szállítja az utasokat. A járat útvonalának hossza 53,5 km, menetideje 1 óra 22 perc. 2023 decemberétől Mezőkövesden érinti az SZTK rendelőintézet és a Széchenyi utca megállóhelyeket is és a vasútállomás mellett kialakított új autóbusz-állomáson végállomásozik és onnan is indul.

## Megállóhelyei
| 0  | Eger, autóbusz-állomás                  | 30 | 2, 2A, 4, 5, 5A, 6, 7, 7A, 11, 12, 14, 16, 17, 914 1049, 1050, 1051, 1052, 1053, 1054, 1343, 1344, 1346, 1347, 1348, 1349, 1351, 1352, 1354, 1362, 1380, 1383, 1402, 1426, 1427, 1428, 1447, 1448, 1466, 1468, 1517 3400, 3402, 3403, 3404, 3405, 3406, 3407, 3408, 3409, 3410, 3411, 3412, 3414, 3415, 3416, 3417, 3418, 3419, 3420, 3423, 3424, 3426, 3430, 3431, 3432, 3433, 3434, 3435, 3436, 3440, 3441, 3442, 3443, 3444, 3445, 3446, 3448, 3450, 3455, 3456, 3457, 3458, 3462, 3469, 3470, 3471, 3472, 3473, 3474, 3476, 3479, 3480, 3481, 3482, 3483, 3484, 3488, 3604, 3660, 3667, 4012, 4015, 4018, 4021, 4157 |
| ∫  | Eger, Színház                           | 29 | 2, 2A, 7, 7A, 11, 12, 14, 17 1053, 1054, 1343, 1344, 1346, 1348, 1362, 1380, 1426, 1427, 1428, 1447, 1468 3402, 3408, 3410, 3411, 3414, 3419, 3420, 3423, 3424, 3426, 3430, 3431, 3432, 3433, 3434, 3435, 3436, 3440, 3441, 3442, 3443, 3444, 3445, 3448, 3667, 4014, 4015, 4018, 4021, 4157 |
| 1  | Eger, Hadnagy utca                      | 28 | 2, 2A, 3, 3A, 4, 5, 5A, 6, 16, 914 1343, 1344, 1346, 1380, 1426, 1427, 1428, 1447, 1448, 1468 3405, 3406, 3419, 3420, 3424, 3426, 3431, 3435, 4015, 4018, 4021 |
| 2  | Eger, ZF Hungária Kft.                  | 27 | 4, 5, 12 1343, 1344, 1346, 1380, 1426, 1427, 1428, 1447, 1448, 1468 3405, 3424, 3426, 3431, 3435, 4015, 4018, 4021 |
| 3  | Eger, Erzsébet-völgy                    | 26 | 4, 5 1426, 1427, 1428 3405, 3424, 3426, 3431, 3435, 4015, 4018, 4021 |
| 4  | Eger, Kistályai út                      | 25 | 1344, 1380, 1426, 1427, 1428, 1447, 1448, 1468 3405, 3414, 3423, 3424, 3426, 3431, 3435, 3436, 4015, 4018, 4021, 4157 |
| 5  | Andornaktálya, iskola                   | 24 | 1343, 1344, 1346, 1380, 1426, 1427, 1428, 1447, 1448, 1468 3405, 3414, 3423, 3424, 3426, 3431, 3435, 3436, 4015, 4018, 4021, 4157 |
| 6  | Andornaktálya, községháza               | 23 | 1344, 1426, 1427, 1428 3405, 3414, 3423, 3424, 3426, 3431, 3435, 3436, 4015, 4018, 4021, 4157 |
| 7  | Andornaktálya, szociális Otthon         | 22 | 1343, 1344, 1346, 1380, 1426, 1427, 1428, 1447, 1448, 1468 3405, 3414, 3423, 3424, 3426, 3431, 3435, 3436, 4015, 4018, 4021, 4157 |
| 8  | Nagytálya, bejárati út                  | 21 | 1343, 1346 3423, 3424, 3426, 3431, 3436 |
| 9  | Maklár, Templom tér                     | 20 | 1343, 1346 3405, 3414, 3423, 3424, 3426, 3431, 3435, 3436 |
| 10 | Maklár, Robert Bosch Kft. körforgalom   | 19 | 1346 3405, 3423, 3424, 3426, 3431 |
| 11 | Füzesabony, Pikopack                    | 18 | 1517 3423, 3424, 3426, 3430, 3431, 3432, 3433, 3434, 3436, 3450, 3500, 3511 |
| 12 | Füzesabony, Erősítő üzem                | 17 | 1517 3423, 3424, 3426, 3430, 3431, 3432, 3433, 3434, 3436, 3450, 3500, 3511 |
| 13 | Füzesabony, vasútállomás bejárati út    | 16 | 1343, 1466 3405, 3423, 3424, 3426, 3430, 3431, 3432, 3433, 3434, 3436, 3450, 3500, 3511 |
| 14 | Füzesabony, vasútállomás                | 15 | 1343, 1346, 1362, 1376, 1466, 1517 3405, 3423, 3424, 3426, 3430, 3431, 3432, 3433, 3434, 3436, 3450, 3500, 3511 személyvonat, S80, Tisza-tó sebesvonat, Ezüstpart expresszvonat, Agria InterRégió, InterRégió, Tokaj InterCity, Füzér InterCity, Borsod InterCity, Hámor InterCity |
| 15 | Füzesabony, vasútállomás bejárati út    | 14 | 1343, 1466 3405, 3423, 3424, 3426, 3430, 3431, 3432, 3433, 3434, 3436, 3450, 3500, 3511 |
| 16 | Füzesabony, Szent János tér             | 13 | 3423, 3432, 3511 |
| 17 | Mezőtárkány, Bagoly tér                 | 12 | 3423, 3432, 3511 |
| 18 | Mezőtárkány, faluközpont                | 11 | 3423, 3432, 3511 |
| 19 | Mezőtárkány, Alvég                      | 10 | 3423, 3511 |
| 20 | Egerfarmos, italbolt                    | 9  | 3423, 3426, 3500, 3511, 4013 |
| 21 | Egerfarmos, Dózsa út 30.                | 8  | 3423, 3426, 3500, 4013 |
| 22 | Mezőszemere, Rimahíd                    | 7  | 3423, 3426, 3500, 4013 |
| 23 | Mezőszemere, faluház                    | 6  | 3423, 3426, 3500, 4013 |
| 24 | Mezőszemere, italbolt                   | 5  | 3423, 3426, 3500, 4013 |
| 25 | Szihalom, vasúti átjáró                 | 4  | 3423, 3426, 3500, 4013 személyvonat |
| 26 | Szihalom, községháza                    | 3  | 3423, 3426, 3500, 4013 |
| 27 | Szihalom, mezőszemerei elágazás         | 2  | 3423, 3426, 3500, 4013 |
| 28 | Mezőkövesd, gyógyfürdő                  | 1  | 2, 2B 1376 3746, 3749, 4013, 4015, 4157 |
| 29 | Mezőkövesd, autóbusz-állomás végállomás | 0  | 1050, 1344, 1375, 1376, 1377, 1380, 1426, 1427, 1428, 1447, 1448, 1468 3406, 3416, 3418, 3419, 3749, 4001, 4006, 4007, 4008, 4009, 4010, 4013, 4015, 4016, 4017, 4018, 4019, 4021, 4023, 4026, 4030, 4157 |